# 乩板
乩板（英語：planchette），一種西方的占卜用具，通常是心形且扁平的、帶有兩個腳輪與握筆孔的木板，以用手指按住、逐字拼出訊息內容，並與通靈板一同使用，是一種通靈的方式。此裝置在維多利亞時期的降神會中很受歡迎。

## 起源
Planchette，在法文中，是小木板的意思。它被用來與死去的鬼魂溝通。